# Talal di Giordania
Talāl bin ‘Abd Allāh (in arabo طلال بن عبد الله‎?, Ṭalāl bin ‘Abd Allāh; La Mecca, 26 febbraio 1909 – Istanbul, 7 luglio 1972) è stato un sovrano giordano, re del Regno Hashemita del Giordano (Giordania) dal 20 luglio 1951 all'11 agosto 1952, quando fu costretto ad abdicare per ragioni di salute, perché affetto da schizofrenia.

## Biografia

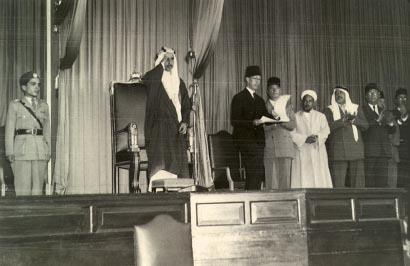
Re Talal in Parlamento nel 1952

Da sinistra a destra: Principe Hassan, Re Hussein, Principessa Basma e Principe Muhammad

Nato a Mecca nel 1909, frequentò la Reale accademia militare di Sandhurst nella quale si diplomò nel 1939. Nel 1934 Talal sposò la sua prima cugina Zein al-Sharaf Talal che gli diede quattro figli e due figlie. Talāl salì al trono giordano dopo l'assassinio a Gerusalemme di suo padre re ʿAbd Allāh, del quale anche suo figlio maggiore, Husayn, fu quasi vittima. Nei primi mesi di regno fu designato Reggente il fratellastro Nayef ibn 'Abd Allah. Husayn succedette formalmente a suo padre nel 1952, ma non iniziò a regnare subito perché non aveva ancora compiuto 18 anni.
Durante il suo breve regno fu responsabile della formazione di una costituzione più liberale del regno hashemita di Giordania, che rese il governo responsabile collettivamente, e i ministri individualmente, di fronte al parlamento giordano. La costituzione fu ratificata il 1º gennaio 1952. Re Talāl fece anche molto per rendere meno tesi i rapporti fra la Giordania e i paesi arabi vicini, soprattutto con Egitto e Arabia Saudita. Per curare la sua infermità Ṭalāl soggiornò a Istanbul, in Turchia, e qui morì nel 1972 a 63 anni d'età.

## Discendenza
Talal e Zein al-Sharaf Talal ebbero quattro figli e due figlie:
- Principe Hussein bin Talal (14 novembre 1935 – 7 febbraio 1999); Re di Giordania dopo suo padre;
- Principessa Asma bint Talal (1937 – 1937)
- Principe Muhammad bin Talal (2 ottobre 1940 – 29 aprile 2021);
- Principe Hassan bin Talal (n. 20 marzo 1947);
- Principe Muhsin bin Talal, morto nell'infanzia;
- Principessa Basma bint Talal (n. 11 maggio 1951).

## Titoli e trattamento
- 26 febbraio 1909-25 maggio 1946: Sua Altezza Reale, il principe Talal di Giordania
- 25 maggio 1946-20 luglio 1951: Sua Altezza Reale, il Principe ereditario di Giordania
- 20 luglio 1951-11 agosto 1952: Sua Maestà, il Re di Giordania